# Zanjan
Zanjan (farsi زنجان) è il capoluogo della provincia di Zanjan e dello shahrestān omonimo. Nel 2011 aveva 386.851 abitanti.

## Storia
Hamdallah Mustawfi (1281-1349), viaggiatore e storico persiano, afferma che Zanjan è stata fondata da Ardashir I, il fondatore della dinastia sasanide. Un momento importante nella storia della città è stato il 1851, quando assieme Neyriz ed altre città divenne il centro del Bábismo.

## Amministrazione

### Gemellaggi
Zanjan è gemellata con le seguenti città:
- Trebisonda

## Galleria d'immagini

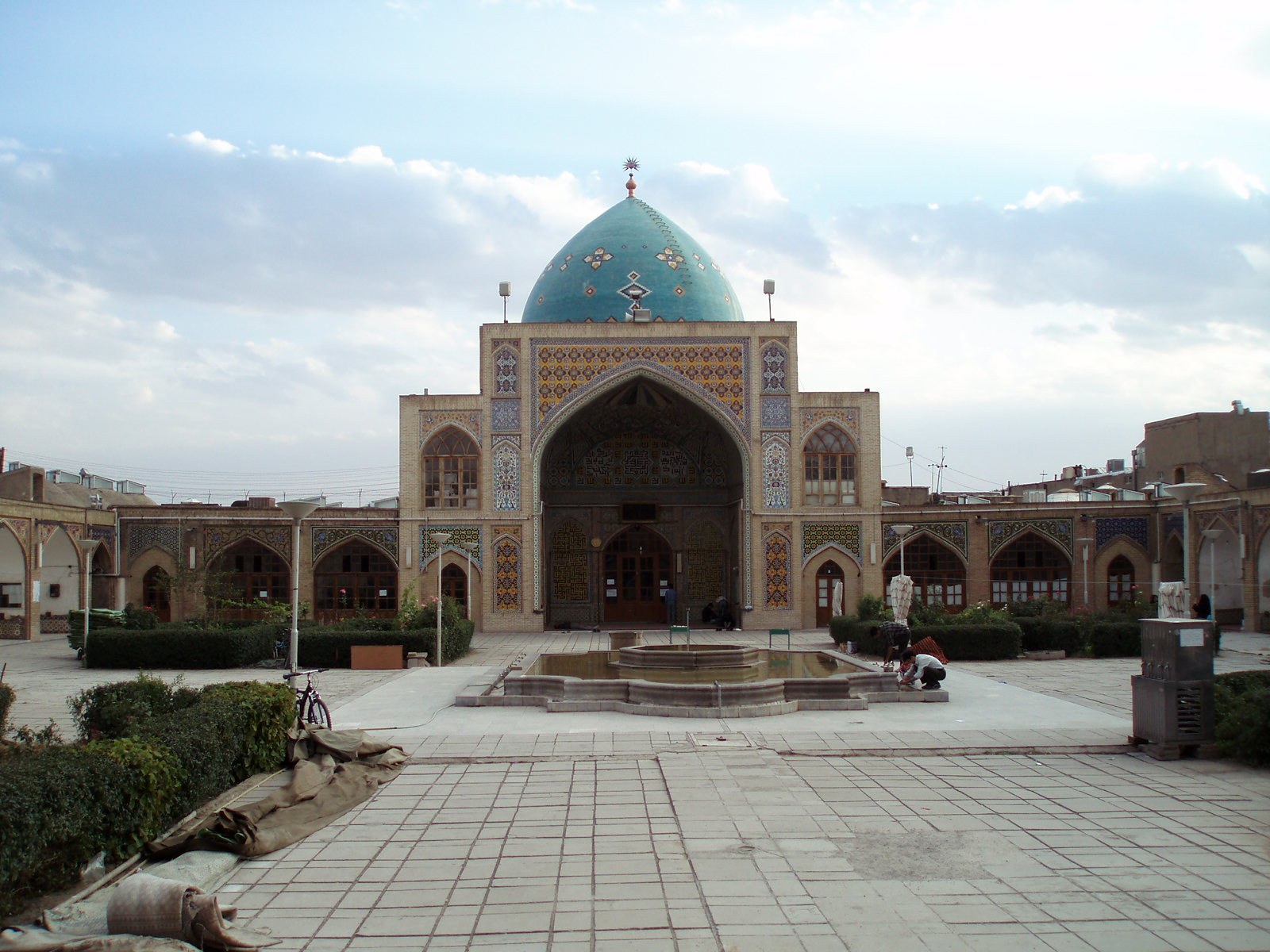
La moschea del venerdì
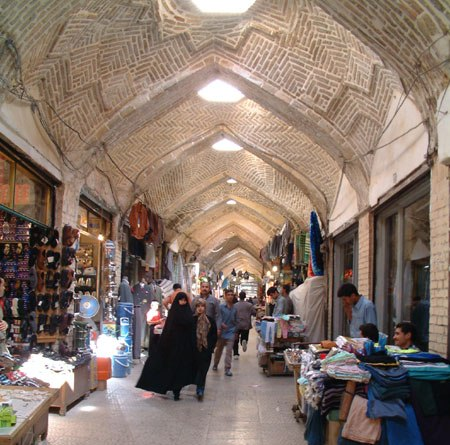
Il bazar di Zanjan
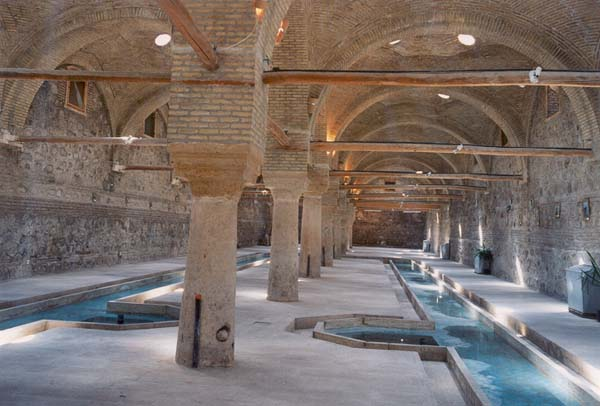
Il Rakhtshur khaneh, (lavanderia sotterranea dell'era Qajar)